# 常徳公寓

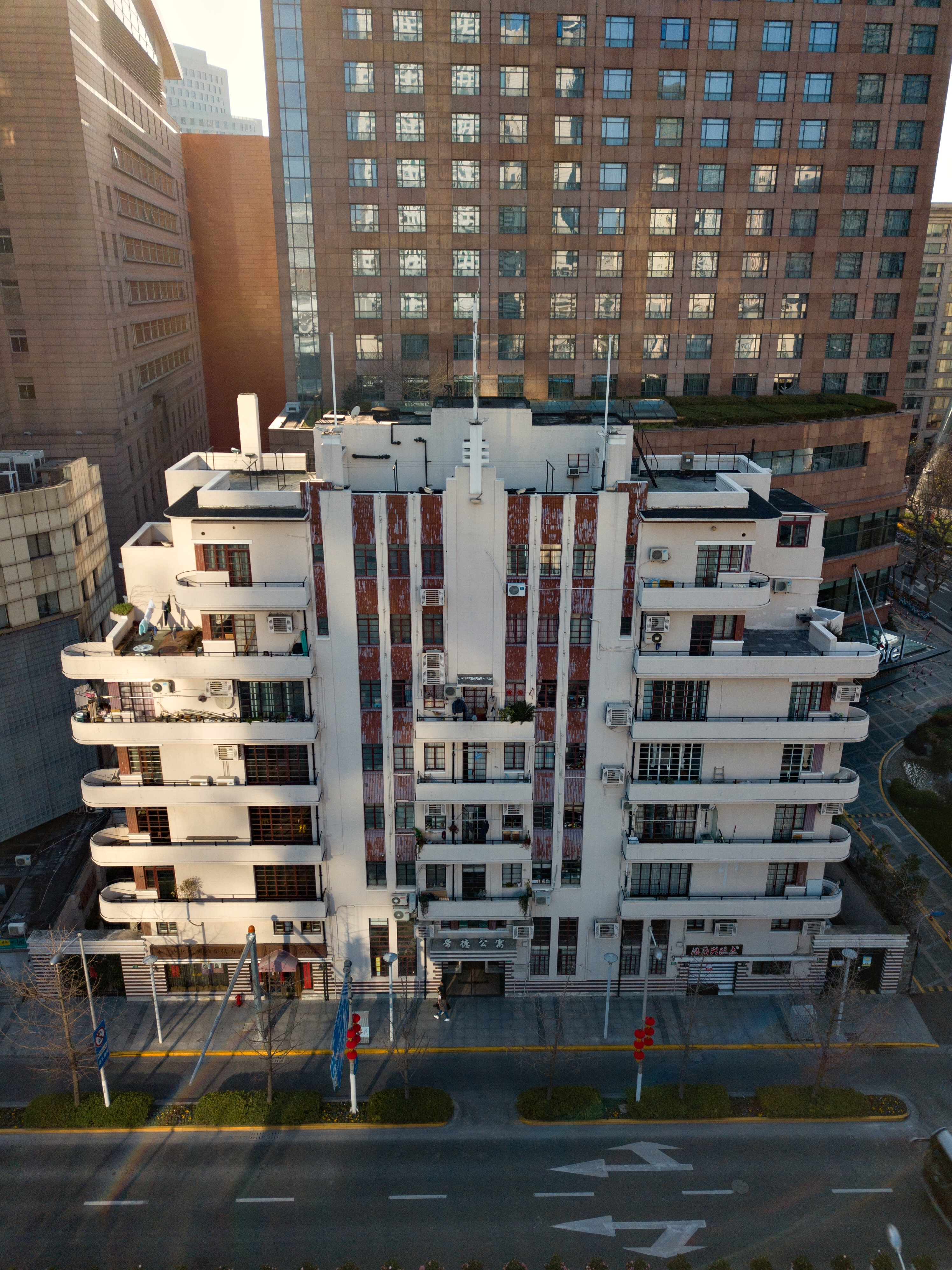
常徳公寓

常徳公寓（じょうとくこうぐう）、旧名はエディントン・ハウス（Eddington House）、は上海市静安区常徳路195号にある集合住宅である。常徳公寓は1936年に竣工した、アール・デコ調の8階建てマンションである。1994年に上海市優秀歴史建築に登録された。
作家の張愛玲は1942年から1948年までにこのマンション六階の65号室が居住していた。